# Talaus semicastaneus
Talaus semicastaneus är en spindelart som beskrevs av Simon 1909. Talaus semicastaneus ingår i släktet Talaus och familjen krabbspindlar.
Artens utbredningsområde är Vietnam. Inga underarter finns listade i Catalogue of Life.